# Society of American Registered Architects
Die Society of American Registered Architects (SARA) ist ein Berufsverband für Architekten der Vereinigten Staaten. Der Verband mit Sitz in New York City wurde am 9. November 1956 von Wilfred J. Gregson gegründet. 
Der Verband verleiht regelmäßig international anerkannte Ehrungen und Auszeichnungen und unterhält Landes- und Regionalverbände in mehreren US-amerikanischen Bundesstaaten. 
Die Mitgliedschaft verfolgt in erster Linie die gegenseitige Unterstützung innerhalb des Berufsstandes. Mitglied kann jeder Architekt werden, ungeachtet der öffentlichen Bedeutung des Einzelnen. Architekten des amerikanischen Kontinents werden als sogenannte „Professional Members“ geführt, andere Architekten als „International Members“. Anwärter auf die Berufszulassung als Architekt fallen in die Mitgliedskategorie der „Associate Members“. Ebenso besteht die Mitgliedschaft für Personen, Verbände und Unternehmen aus dem Baugewerbe als sogenanntes „Affiliate Member“. Im Gegensatz zum American Institute of Architects (AIA) besteht bei der SARA auch die Möglichkeit der Mitgliedschaft auf nationaler Ebene für Architekturstudenten als sogenannte „Student Members“.